# 12e étape du Tour de France 2004
Pour un article plus général, voir Tour de France 2004.
La 12e étape du Tour de France 2004 s'est déroulée le 16 juillet 2004. Le parcours s'étendait sur 197 kilomètres et reliait Castelsarrasin  à La Mongie. L'Italien Ivan Basso s'est imposé devant l'Américain Lance Armstrong. Le Français Thomas Voeckler garde le maillot jaune à l'issue de l'étape.

## Classement de l'étape
| \| Classement de l'étape \| Classement de l'étape \| Classement de l'étape \| Classement de l'étape \| Classement de l'étape \| \| Coureur \| Coureur \| Pays \| Équipe \| Temps \| \| --------------------- \| --------------------- \| --------------------- \| ----------------------------- \| --------------------- \| \| 1er \| Ivan Basso \| Italie \| CSC \| 5 h 03 min 58 s \| \| 2e \| Lance Armstrong \| États-Unis \| US Postal Service-Berry Floor \| DQ \| \| 3e \| Andreas Klöden \| Allemagne \| T-Mobile \| + 20 s \| \| 4e \| Francisco Mancebo \| Espagne \| Illes Balears-Banesto \| + 24 s \| \| 5e \| Carlos Sastre \| Espagne \| CSC \| + 33 s \| \| 6e \| Óscar Pereiro \| Espagne \| Phonak Hearing Systems \| + 50 s \| \| 7e \| Denis Menchov \| Russie \| Illes Balears-Banesto \| + 59 s \| \| 8e \| Michele Scarponi \| Italie \| Domina Vacanze \| + 1 min 02 s \| \| 9e \| Iban Mayo \| Espagne \| Euskaltel-Euskadi \| + 1 min 03 s \| \| 10e \| Santos González \| Espagne \| Phonak Hearing Systems \| + 1 min 03 s \| |                   |            |                               |                 |
| |                   |            |                               |                 |
| |                   |            |                               |                 |
| Classement de l'étape |                   |            |                               |                 |
| Coureur | Coureur           | Pays       | Équipe                        | Temps           |
| 1er | Ivan Basso        | Italie     | CSC                           | 5 h 03 min 58 s |
| 2e | Lance Armstrong   | États-Unis | US Postal Service-Berry Floor | DQ              |
| 3e | Andreas Klöden    | Allemagne  | T-Mobile                      | + 20 s          |
| 4e | Francisco Mancebo | Espagne    | Illes Balears-Banesto         | + 24 s          |
| 5e | Carlos Sastre     | Espagne    | CSC                           | + 33 s          |
| 6e | Óscar Pereiro     | Espagne    | Phonak Hearing Systems        | + 50 s          |
| 7e | Denis Menchov     | Russie     | Illes Balears-Banesto         | + 59 s          |
| 8e | Michele Scarponi  | Italie     | Domina Vacanze                | + 1 min 02 s    |
| 9e | Iban Mayo         | Espagne    | Euskaltel-Euskadi             | + 1 min 03 s    |
| 10e | Santos González   | Espagne    | Phonak Hearing Systems        | + 1 min 03 s    |

## Classement général
| \| Classement général \| Classement général \| Classement général \| Classement général \| Classement général \| \| Coureur \| Coureur \| Pays \| Équipe \| Temps \| \| ------------------ \| ------------------ \| ------------------ \| ----------------------------- \| ------------------ \| \| 1er \| Thomas Voeckler \| France \| Brioches La Boulangère \| 51 h 51 min 07 s \| \| 2e \| Lance Armstrong \| États-Unis \| US Postal Service-Berry Floor \| DQ \| \| 3e \| Sandy Casar \| France \| Fdjeux.com \| + 5 min 50 s \| \| 4e \| Richard Virenque \| France \| Quick Step-Davitamon \| + 6 min 20 s \| \| 5e \| Andreas Klöden \| Allemagne \| T-Mobile \| + 6 min 33 s \| \| 6e \| Ivan Basso \| Italie \| CSC \| + 6 min 33 s \| \| 7e \| Francisco Mancebo \| Espagne \| Illes Balears-Banesto \| + 6 min 43 s \| \| 8e \| Jakob Piil \| Danemark \| CSC \| + 6 min 53 s \| \| 9e \| Santos González \| Espagne \| Phonak Hearing Systems \| + 7 min 23 s \| \| 10e \| Carlos Sastre \| Espagne \| CSC \| + 8 min 11 s \| |                   |            |                               |                  |
| |                   |            |                               |                  |
| |                   |            |                               |                  |
| Classement général |                   |            |                               |                  |
| Coureur | Coureur           | Pays       | Équipe                        | Temps            |
| 1er | Thomas Voeckler   | France     | Brioches La Boulangère        | 51 h 51 min 07 s |
| 2e | Lance Armstrong   | États-Unis | US Postal Service-Berry Floor | DQ               |
| 3e | Sandy Casar       | France     | Fdjeux.com                    | + 5 min 50 s     |
| 4e | Richard Virenque  | France     | Quick Step-Davitamon          | + 6 min 20 s     |
| 5e | Andreas Klöden    | Allemagne  | T-Mobile                      | + 6 min 33 s     |
| 6e | Ivan Basso        | Italie     | CSC                           | + 6 min 33 s     |
| 7e | Francisco Mancebo | Espagne    | Illes Balears-Banesto         | + 6 min 43 s     |
| 8e | Jakob Piil        | Danemark   | CSC                           | + 6 min 53 s     |
| 9e | Santos González   | Espagne    | Phonak Hearing Systems        | + 7 min 23 s     |
| 10e | Carlos Sastre     | Espagne    | CSC                           | + 8 min 11 s     |

## Classements annexes
| Classement par points | Classement par points | Classement par points | Classement par points           | Classement par points |
| Coureur               | Coureur               | Pays                  | Équipe                          | Points                |
| --------------------- | --------------------- | --------------------- | ------------------------------- | --------------------- |
| 1er                   | Robbie McEwen         | Australie             | Lotto-Domo                      | 210 pts               |
| 2e                    | Erik Zabel            | Allemagne             | T-Mobile                        | 201 pts               |
| 3e                    | Thor Hushovd          | Norvège               | Crédit Agricole                 | 195 pts               |
| 4e                    | Stuart O'Grady        | Australie             | Cofidis-Le Crédit par Téléphone | 186 pts               |
| 5e                    | Danilo Hondo          | Allemagne             | Gerolsteiner                    | 176 pts               |

| Classement par points | Classement par points | Classement par points | Classement par points           | Classement par points |
| Coureur               | Coureur               | Pays                  | Équipe                          | Points                |
| --------------------- | --------------------- | --------------------- | ------------------------------- | --------------------- |
| 1er                   | Robbie McEwen         | Australie             | Lotto-Domo                      | 210 pts               |
| 2e                    | Erik Zabel            | Allemagne             | T-Mobile                        | 201 pts               |
| 3e                    | Thor Hushovd          | Norvège               | Crédit Agricole                 | 195 pts               |
| 4e                    | Stuart O'Grady        | Australie             | Cofidis-Le Crédit par Téléphone | 186 pts               |
| 5e                    | Danilo Hondo          | Allemagne             | Gerolsteiner                    | 176 pts               |

| Classement de la montagne | Classement de la montagne | Classement de la montagne | Classement de la montagne | Classement de la montagne |
| Coureur                   | Coureur                   | Pays                      | Équipe                    | Points                    |
| ------------------------- | ------------------------- | ------------------------- | ------------------------- | ------------------------- |
| 1er                       | Richard Virenque          | France                    | Quick Step-Davitamon      | 95 pts                    |
| 2e                        | Axel Merckx               | Belgique                  | Lotto-Domo                | 57 pts                    |
| 3e                        | Christophe Moreau         | France                    | Crédit Agricole           | 43 pts                    |
| 4e                        | Francisco Mancebo         | Espagne                   | Illes Balears-Banesto     | 39 pts                    |
| 5e                        | Paolo Bettini             | Italie                    | Quick Step-Davitamon      | 36 pts                    |

| Classement de la montagne | Classement de la montagne | Classement de la montagne | Classement de la montagne | Classement de la montagne |
| Coureur                   | Coureur                   | Pays                      | Équipe                    | Points                    |
| ------------------------- | ------------------------- | ------------------------- | ------------------------- | ------------------------- |
| 1er                       | Richard Virenque          | France                    | Quick Step-Davitamon      | 95 pts                    |
| 2e                        | Axel Merckx               | Belgique                  | Lotto-Domo                | 57 pts                    |
| 3e                        | Christophe Moreau         | France                    | Crédit Agricole           | 43 pts                    |
| 4e                        | Francisco Mancebo         | Espagne                   | Illes Balears-Banesto     | 39 pts                    |
| 5e                        | Paolo Bettini             | Italie                    | Quick Step-Davitamon      | 36 pts                    |

| Classement du meilleur jeune | Classement du meilleur jeune | Classement du meilleur jeune | Classement du meilleur jeune | Classement du meilleur jeune |
| Coureur                      | Coureur                      | Pays                         | Équipe                       | Temps                        |
| ---------------------------- | ---------------------------- | ---------------------------- | ---------------------------- | ---------------------------- |
| 1er                          | Thomas Voeckler              | France                       | Brioches La Boulangère       | 51 h 51 min 07 s             |
| 2e                           | Sandy Casar                  | France                       | Fdjeux.com                   | + 5 min 50 s                 |
| 3e                           | Michele Scarponi             | Italie                       | Domina Vacanze               | + 9 min 25 s                 |
| 4e                           | Jérôme Pineau                | France                       | Brioches La Boulangère       | + 11 min 46 s                |
| 5e                           | Vladimir Karpets             | Russie                       | Illes Balears-Banesto        | + 12 min 41 s                |

| Classement du meilleur jeune | Classement du meilleur jeune | Classement du meilleur jeune | Classement du meilleur jeune | Classement du meilleur jeune |
| Coureur                      | Coureur                      | Pays                         | Équipe                       | Temps                        |
| ---------------------------- | ---------------------------- | ---------------------------- | ---------------------------- | ---------------------------- |
| 1er                          | Thomas Voeckler              | France                       | Brioches La Boulangère       | 51 h 51 min 07 s             |
| 2e                           | Sandy Casar                  | France                       | Fdjeux.com                   | + 5 min 50 s                 |
| 3e                           | Michele Scarponi             | Italie                       | Domina Vacanze               | + 9 min 25 s                 |
| 4e                           | Jérôme Pineau                | France                       | Brioches La Boulangère       | + 11 min 46 s                |
| 5e                           | Vladimir Karpets             | Russie                       | Illes Balears-Banesto        | + 12 min 41 s                |

| Classement par équipes | Classement par équipes        | Classement par équipes | Classement par équipes |
| Équipe                 | Équipe                        | Pays                   | Temps                  |
| ---------------------- | ----------------------------- | ---------------------- | ---------------------- |
| 1re                    | CSC                           | Danemark               | 153 h 18 min 56 s      |
| 2e                     | Brioches La Boulangère        | France                 | + 12 min 19 s          |
| 3e                     | US Postal Service-Berry Floor | États-Unis             | + 12 min 47 s          |
| 4e                     | Illes Balears-Banesto         | Espagne                | + 13 min 26 s          |
| 5e                     | Phonak Hearing Systems        | Suisse                 | + 13 min 26 s          |

| Classement par équipes | Classement par équipes        | Classement par équipes | Classement par équipes |
| Équipe                 | Équipe                        | Pays                   | Temps                  |
| ---------------------- | ----------------------------- | ---------------------- | ---------------------- |
| 1re                    | CSC                           | Danemark               | 153 h 18 min 56 s      |
| 2e                     | Brioches La Boulangère        | France                 | + 12 min 19 s          |
| 3e                     | US Postal Service-Berry Floor | États-Unis             | + 12 min 47 s          |
| 4e                     | Illes Balears-Banesto         | Espagne                | + 13 min 26 s          |
| 5e                     | Phonak Hearing Systems        | Suisse                 | + 13 min 26 s          |